# Amblygobius decussatus
Gobie à contre-hachures
Espèce
 Amblygobius decussatus, communément nommé Gobie à contre-hachures, est un poisson marin benthique qui appartient à la famille des Gobies creusant des terriers et non associés à des crevettes.
Il est présent dans les eaux tropicales de la zone centrale de l'Indo-Pacifique. Sa taille maximale est de 9,5 cm.